# Chaetodon meyeri
Chaetodon meyeri é uma espécie de peixes tropicais marinhos da família Chaetodontidae. O nome científico vem do grego Chaeto, cerda ou cabelo, e donte, dente, em referência ao tipo de dentes encontrados nesta família de peixes; meyeri é uma homenagem. Habitam praticamente todas as áreas tropicais de corais do Indo-Pacífico desde o sudeste africano até a costa da Colômbia e Galápagos.

## Descrição

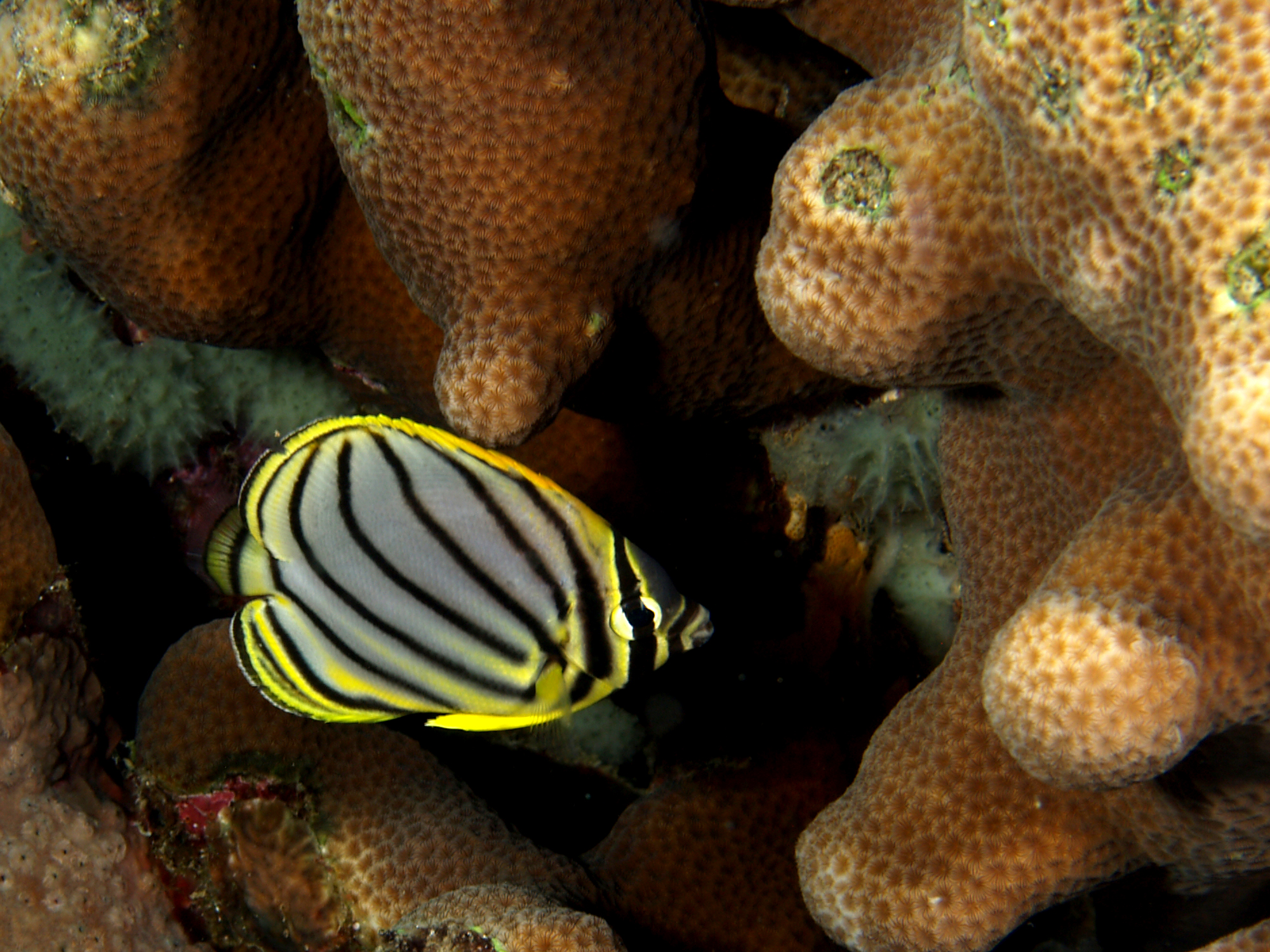
Espécime juvenil de C. meyeri onde vemos o padrão com de listras diagonais ainda relativamente paralelas e retas

Chaetodon meyeri são peixes que podem atingir 20 centímetros de comprimento,  Têm corpo alto, lateralmente comprimido, com uma única barbatana dorsal com 12 a 13 espinhas dorsais, de 23 a 25 raios dorsais, e 3 espinhas anais com 18 a 20 raios anais. O corpo é branco ou azulado, com cerca de cinco grandes listras pretas, sendo duas grandes externas concêntricas, três centrais diagonais mais ou menos paralelas inferiormente e curvas no dorso, perimetralmente circundadas por estreitas listras menores brancas pretas e amarelas, uma larga listra preta atravessando o olho e duas outras ao redor da boca. Sua aparência é muito próxima de Chaetodon ornatissimus porém este tem as listras amarelas em vez de pretas. Sua boca é pequena com minúsculas cerdas em vez de dentes. Espécimes juvenis também têm a aparência similar à de C. ornatissimus com a mesma diferença na cor das listras. Algumas das listras mudam de sentido conforme o peixe cresce, as exteriores passam de linhas quase retas para curvas concêntricas ao redor do peixe.

## Ecologia
Trata-se de espécie amplamente dispersa pelas regiões de corais do Oceano Índico e Pacífico desde a região de Madagascar, sul da Índia, com a maior concentração ao redor das ilhas do Sudeste Asiático e norte da Austrália e também presente na Grande Barreira de Corais, Havaichegando Micronesia e Galápagos, entre 30°N e  30°S. Segundo Lieske e Myers habita profundidades entre 2 e 25 metros, no entanto deve chegar a profundidades maiores pois Allen afirma que a primeira vez que a espécie foi observada estava a 33 metros de profundidade. Chaetodon meyeripraticamente só são vistos em atóis e em meio a grandes recifes de corais cujos pólipos são seu único alimento. Normalmente vivem solitários ou em pares, juvenis normalmente são solitários. São quase impossíveis de serem mantidos em aquário devido a dificuldade em prover alimentação adequada.

## Reprodução

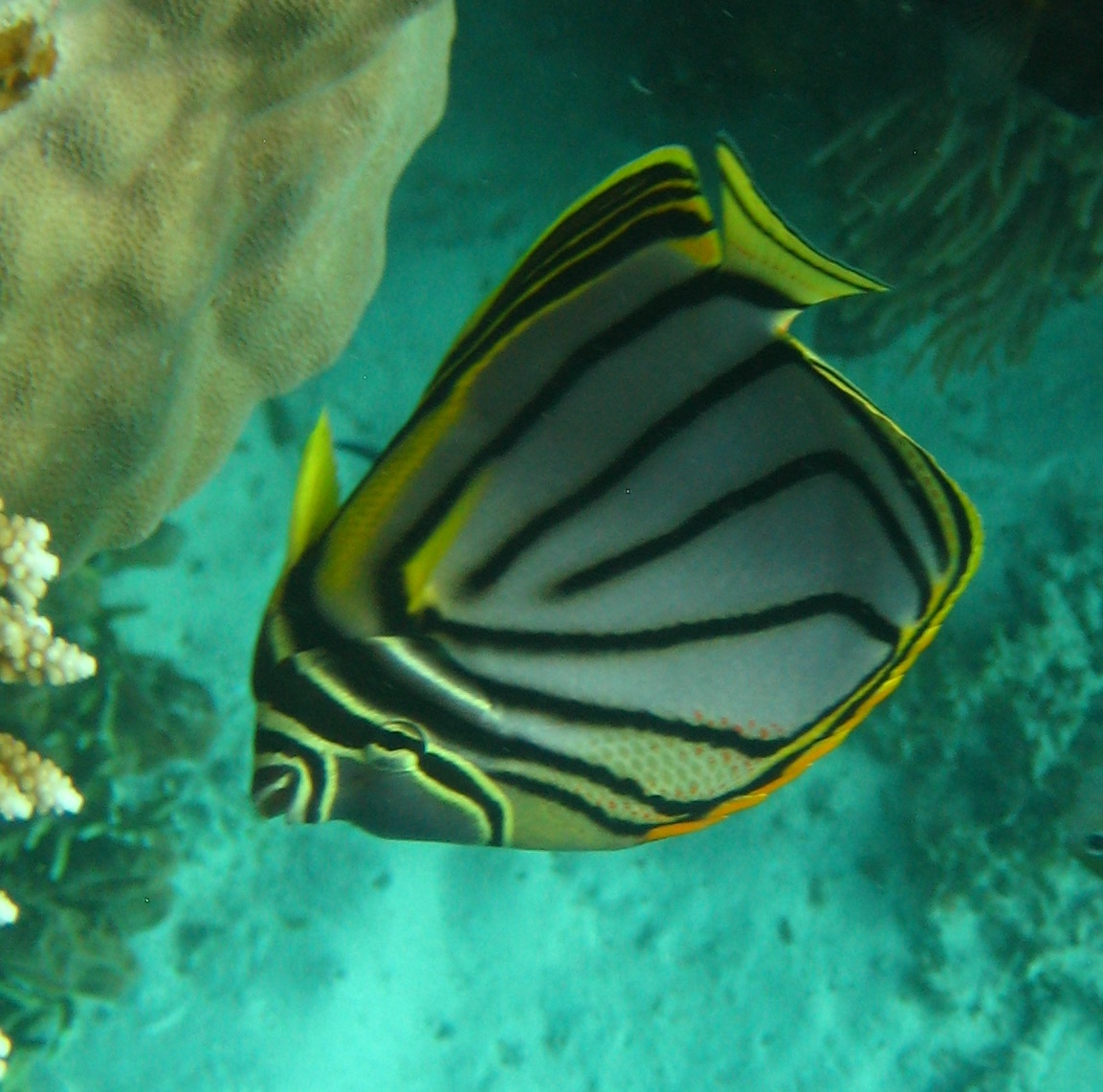
Chaetodon meyeri fotografado perto de Pemba, Tanzânia.

Como os outros peixes deste gênero, não apresentam cuidados parentais e são reprodutores livres, que liberam seus gametas geralmente ao anoitecer. No momento da desova par fica flutuando lentamente em um ângulo de 45° e liberam seus ovos e esperma que desaparecem rapidamente em direção ao fundo. Os ovos são pelágicos, e eclodem em um dia. As larvas, chamadas tholichthys, são características apenas da família dos peixes borboleta. Esta fase da vida é muito diferente: a cabeça é protegida por uma armadura óssea e placas ósseas estendem-se para trás da cabeça. Os tholichthys são cinza prateados, quase transparentes, uma útil adaptação das espécies que vivem em suspensão. Depositam-se no fundo durante a noite, depois que atingem 20 milímetros. Às vezes, milhares de tholichthys eclodem na mesma noite. Crescem tão rápido que pela manhã as larvas já assemelham-se  à fase juvenil no que diz respeito à cor do peixe.

## Taxonomia
Pertencem ao subgênero Citharoedus formado por apenas três espécies, as outras são Chaetodon reticulatus e Chaetodon ornatissimus, que existem no Indo-Pacífico que apresentam dorso bastante alto, e que, quando jovens, têm corpo quase redondo. Seu focinho é curto, a boca estreita e forte, e a alimentação baseada quase só em pólipos de coral, ocasionalmente algas. O nome desse subgênero, entretanto não é aceito uma vez que já estava sendo utilizado para  um gênero de moluscos quando foi proposto para estes peixes. Este subgênero é muito próximo do subgênero Corallochaetodon, que tem apenas quatro espécies. Em conjunto formam um dos subclados deste gênero. Em 1984, André Maugé e Roland Bauchot propuseram a elevação do subgênero Citharoedus para o nível de gênero e publicaram o nome Citharoedus meyeri para esta espécie.